# Читканское сельское поселение
Читканское се́льское поселе́ние (бур. Шидханын hомон) — муниципальное образование в Баргузинском районе Бурятии Российской Федерации.
Административный центр — село Читкан.

## История
Статус и границы сельского поселения установлены Законом Республики Бурятия от 31 декабря 2004 года № 985-III «Об установлении границ, образовании и наделении статусом муниципальных образований в Республике Бурятия»

### Границы поселения
Согласно Приложению 33 Закона № 985-III, у муниципального образования «Читканское» определены границы следующим образом:
Исходная точка N 12 — отворот дороги в село Читкан по автодороге Баргузин — Уро; на юго-запад до мелиоративного сооружения (точка N 1); от точки N 2 по внешним границам лесных кварталов Читканского лесничества 5; от точки N 3 на юг кварталов N 37, 59 до точки N 4; юго-запад кварталов 78, 79 до точки N 5; на запад вдоль границы с Прибайкальским районом до точки N 6 кварталов N 101, 100, 99, 98, 74; на север до пересечения с грузо-сборочной дорогой (далее — ГСД) (точка N 7) кварталов N 49, 25; на восток вдоль ГСД до точки N 8 кварталов N 6, 27, 28 (отворот на Баргузин); на север по кварталам N 22, 16 до угла квартала N 457 (точка N 9); на восток до точки N 10; на север по реке Кулутай до автодороги Баргузин — Уро (точка N 11); на юго-восток вдоль дороги, пересекая ГСД, до отворота на село Читкан, замыкаясь в исходной точке N 12.

## Население
| 2002 | 2011  | 2012  | 2013  | 2014  | 2015 | 2016 |
| ---- | ----- | ----- | ----- | ----- | ---- | ---- |
| 1210 | ↘1045 | ↘1036 | ↘1012 | ↘1000 | ↘986 | ↘967 |
| 2017 | 2018  | 2019  | 2020  | 2021  | 2023 | 2024 |
| ↘957 | ↘928  | ↘919  | ↘909  | ↘804  | ↘790 | ↘765 |

## Состав сельского поселения
| № | Населённый пункт | Тип населённого пункта       | Население |
| - | ---------------- | ---------------------------- | --------- |
| 1 | Читкан           | село, административный центр | ↘765      |